# Horgenzell
Horgenzell è un comune tedesco di 5 635 abitanti situato nel land del Baden-Württemberg.